# Шеврон (геральдика)
Шевро́н (фр. chevron) або кро́ква (пол. krokiew) — гербова фігура в геральдиці. Складається з двох нахильних ліній, що утворюють форму великої грецької літери Λ або перевернутої латинської V.
Герби з цією фігурою жалували будівничим фортець, а також за добродійну діяльність.

## Символізм
Кроква як важлива частина конструкції даху символізує будівлю, дах замку, військової машини, дерев'яну вежу.

Геральдичний шеврон
Низький шеврон
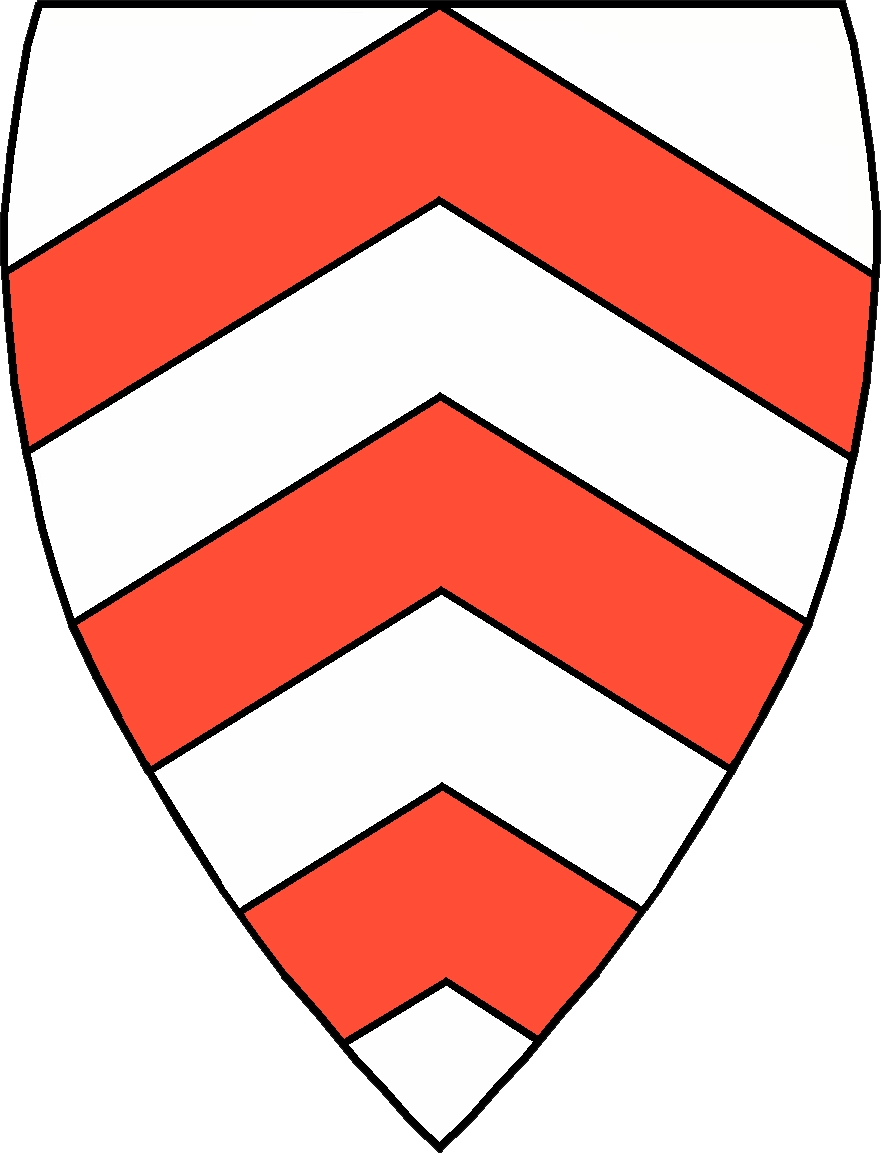
Потрійний шеврон
Обернений шеврон на прапорі Північноамериканського вексилологічного товариства